# Torre Carmelet (Cabanes)

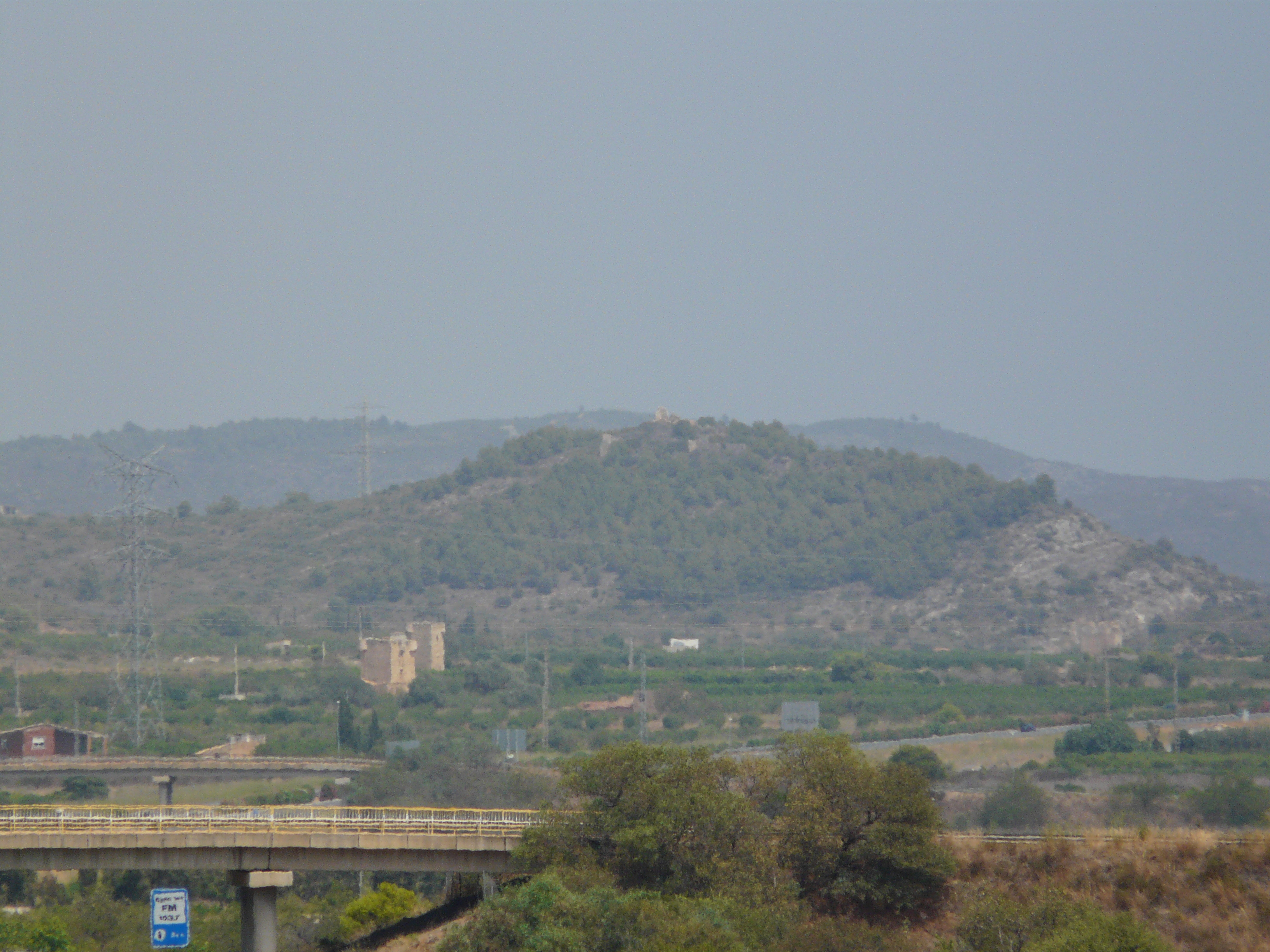
Vista de l'àrea de l'indret d'Albalat dels Ànecs. El Castell d'Albalat, a la part alta del turó. L'Ermita d'Albalat, al peu est del mateix turó. La Torre Carmelet i la Torre dels Gats, a la plana.

L'anomenada Torre Carmelet, és una torre a la Ribera de Cabanes, al denominat «Camí de les Torres», perquè condueix a dues torres, la de Carmelet i la dels Gats, a més de l'església fortificada d'Albalat i al castell del mateix nom; al municipi de Cabanes, comarca de la Plana Alta.
Com el seu nom indica es tracta d'una torre, datada entre els segle xv i xvi, típic exemple de torre defensiva, que per declaració genèrica, està catalogada com a Bé d'Interès Culturalper la Direcció General de Patrimoni Artístic de la Generalitat Valenciana.

## Descripció historicoartística
Hi ha diferència d'opinió entre els experts a l'hora de conceptualitzar el conjunt de torres que es troben disperses pel municipi de Cabanes, com ara són les torres de Carmelet, de la Sal, del Carme o la dels Gats. Mentre que alguns autors consideren que es tracta de torres que formaven part de masies fortificades, molt típiques per aquestes terres dels segles xv, xvi quan es van construir. En canvi, altres, atenent els resultats dels estudis de les restes i al fet d'estar en les proximitats d'alguna de les fortaleses de la zona (com és el cas del Castell d'Albalat), consideren més adequat catalogar com torres de guaita pertanyents a les defenses de les fortaleses.
És envoltada de camps d'arbres fruiters, presentant una edificació annexa, de fàbrica de maçoneria, que serveix com a magatzem agrícola.
Té característiques prou similars a les altres torres veïnes, «Els Gats», «La Sal» i «del Carme».
Presenta planta quadrada i tres plantes. Té garites, almenys en dues de les cantonades oposades i un matacà a la façana sud-est, al costat de la porta d'accés, que té una finestra quadrada al damunt, sota la qual hi ha l'escut nobiliari dels Banyull (el qual n'és l'únic element d'ornamentació). La porta d'entrada és arran de terra i és adovellada. És reforçada amb unes xapes de ferro subjectes amb claus de forja, que permeten comptar fins a una dotzena d'impactes de bales de plom de gran calibre. Destaca en l'espessor dels murs la presència d'uns coixinets de fusta, els quals havien de servir per encaixar les lleixes de fusta originals que s'utilitzaven per barrar la porta un cop tancada. Poden apreciar-se en la coberta espitlleres apaïsades. La torre és de paredat, amb els cantons i els marcs de la porta i finestra de carreus.